# George Nuttall
George Henry Falkiner Nuttall (San Francisco, 5 luglio 1862 – Londra, 16 dicembre 1937) è stato un biologo britannico.
Di origine statunitense, si dedicò in particolare alla batteriologia e alla parassitologia.

## Biografia
George Nuttall era il secondo figlio di Robert Kennedy Nuttall, medico di origine irlandese, e di Magdalena Parrott, originaria di San Francisco e figlia di un banchiere. Zelia Nuttall, celebre studiosa delle civiltà americane precolombiane, era sua sorella.
 
Il padre di George, Robert, trasferitosi inizialmente in Australia, si stabilì in seguito a San Francisco, sino al 1865, per poi tornare in Europa. Il giovane Nuttall pertanto, fece i suoi studi in Inghilterra, in Francia, in Germania e in Svizzera. A partire dal 1878, studiò negli Stati Uniti, dove conseguì la laurea in medicina presso l’"Università della California" nel 1884. Appena l'anno seguente si portò a Baltimora, nella Johns Hopkins University, dove lavorò a fianco di Henry Newell Martin, l'inventore di un metodo per isolare e studiare il muscolo cardiaco dei mammiferi.
 
Dal 1886 al 1890 fu in Germania, dapprima a Breslavia, quindi a Gottinga, e proprio in questo periodo iniziò ad interessarsi di botanica e di zoologia. Nel 1891, ritornò a Baltimora, dove divenne assistente di William Henry Welch (1850-1934), professore di patologia. Con lui Nuttall studiò la funzione del Bacillus welchii nella gangrena gassosa.

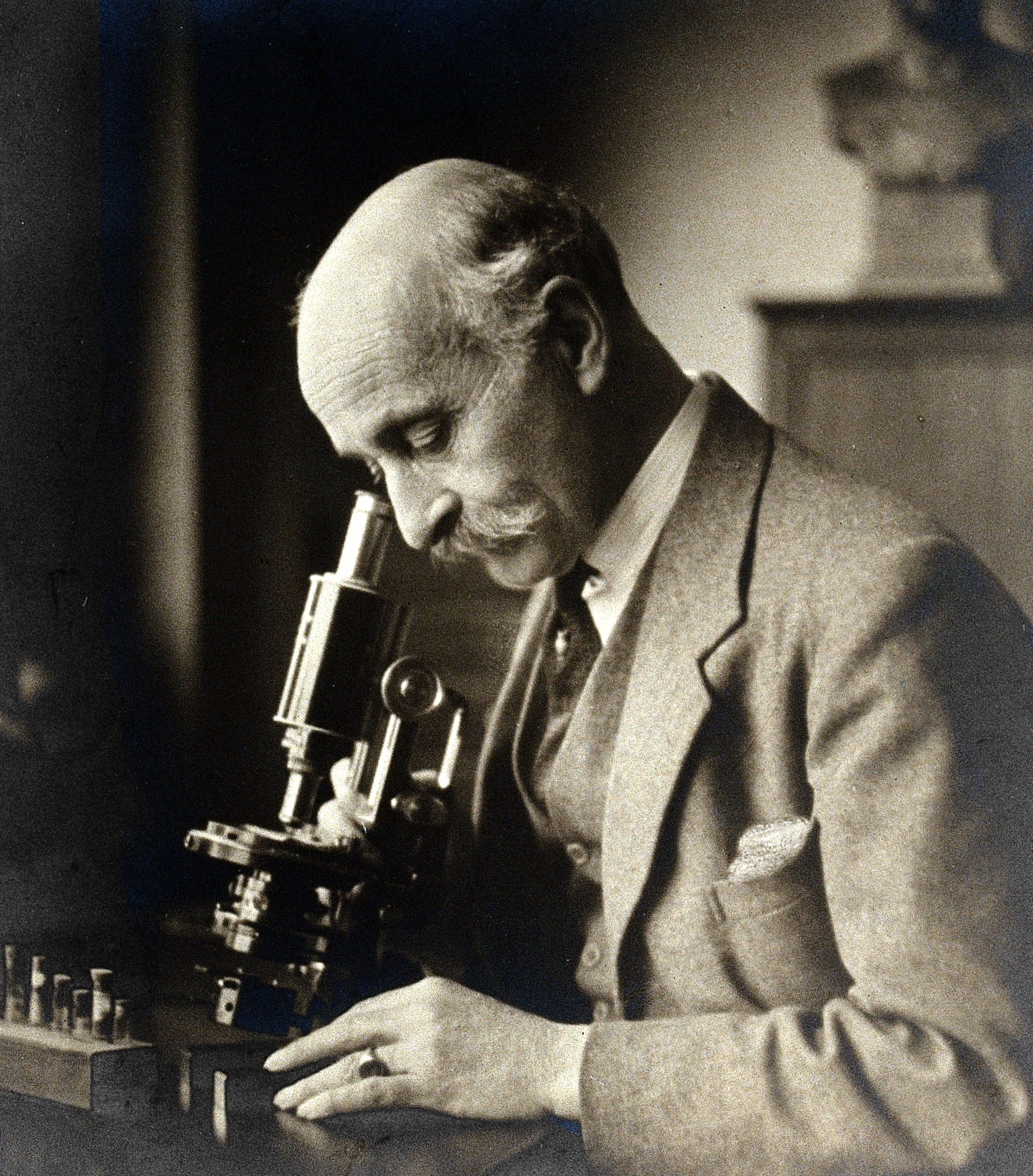
George Nuttall nel 1931

Ma nel 1893 Nuttall rientrò in Europa e restò in Germania sino al 1899, prima a Gottinga, quindi a Berlino, dove lavorò nell'Istituto di igiene come assistente di Max Rubner (1854-1932) e di Kurt Wolfgang Wolffhügel (1869-1951). Durante questo soggiorno in Germania, nel 1895, sposò Paula von Oertzen-Kittendorf, originaria del Granducato di Mecklembourg-Schwerin.
Nel 1897 Nuttall pubblicò un articolo, frutto delle sue ricerche personali, sul ruolo degli artropodi nella diffusione delle malattie.
Maggio 1899. Su invito di Sir Thomas Clifford Allbutt (1836-1925), Nuttall tenne delle conferenze a Cambridge sulla batteriologia e la medicina preventiva. Nello stesso periodo fondò la rivista Journal of Hygiene. Assieme a diversi altri ricercatori si interessò anche alla storia della malaria in Gran Bretagna, nonché alla distribuzione delle Anopheles. Nel 1904, con le sue pressanti sollecitazioni e quelle di Sir Patrick Manson (1844-1922), convinse l'Università a creare la prima laurea in Igiene e in Medicina tropicale. Nello stesso anno, pubblicò una monografia intitolata Blood Immunity and Blood Relationship, nella quale analizzava, per immunoprecipitazione, il sangue di seicento specie differenti. Tale ricerca fornì un importante contributo alla comprensione delle relazioni filogenetiche delle specie e aprì la via all'analisi del sangue, anche in piccole quantità, attraverso la medicina legale.
Nel maggio del 1906, Nuttall fu nominato membro del collegio Christ Church dell'Università di Oxford e ne divenne un docente. Nello stesso anno gli fu assegnata la prima cattedra 
Quick di biologia e fu quindi eletto membro del "Magdalene College". Il regolamento di questa cattedra stabiliva, per il suo titolare, l'obbligo di dedicarsi allo studio dei Protozoi, in particolare di quelli che provocano patologie. Nuttall iniziò allora a studiare la trasmissione delle malattie diffuse dalle zecche (ricerca compiuta con Cecil Warburton (1854-1958) e Louis Edward Robinson).

Nel 1908, Nuttall fondò la rivista Parasitology che diresse fino al 1933, poi, durante la prima guerra mondiale, condusse delle ricerche sui pidocchi, finché nel 1919, stanco di lavorare nei locali assai poco adatti dove svolgeva le sue ricerche, promosse una raccolta di fondi per disporre di un vero Istituto di ricerca parassitologica. Ricevette così una generosa donazione da parte della famiglia Molteno, che gli permise di fondare l'Istituto Molteno per la ricerca parassitologica, che fu ufficialmente inaugurato nel 1921.
Dieci anni dopo, nel 1931, raggiunti i 69 anni, Nuttall lasciò la cattedra e la direzione dell'Istituto Molteno e divenne Professore Emerito. Gli subentrò David Keilin (1887-1963).

Oltre alle sue ricerche, Nuttall s'interessò anche alla storia della parassitologia e collezionò oltre 300 ritratti di parassitologi che sono oggi esposti lungo i corridoi dell'Istituto. 
George Nuttall morì a Londra nel 1937, all'età di 75 anni, e le sue ceneri furono tumulate a Tunbridge Wells, nel Kent.

## Parassiti classificati
- Nuttallia — piccoli protozoi parassiti presenti nei globuli rossi del sangue di cavalli e cani.

Nuttallia equi, specie che causa febbri emoglobuliniche nei cavalli in Sud Africa. È probabilmente trasmessa dalle zecche Rhipicephalux everti ed è chiamata anche Babesia equi e B. caballi.
Nuttallia gibso'ni, osservata nei cani.
- Nuttalliellidae — famiglia di zecche osservata in Africa del sud.[3]

Nuttaliella, genere di zecche appartenente alla famiglia delle Nuttalliellidae.

## Opere pubblicate
Nuttall pubblicò circa 200 lavori, fra i quali:
- Hygienic Measures in Relation to Infectious Diseases (1903)
- Blood Immunity and Blood Relationship (1904), in cui fissa l'identificazione di differenti tipi di sangue.[4]
- The Bacteriology of Diphtheria (1908), redatto con Graham Smith e altri.
- Ticks (1908 e seg.), con C. Warburton e altri.
- The Drug Treatment of Canine Piroplasmosis (1910)
- Russian Ixodoidea (1912)
- The Training and Status of Public Health Officers in the United Kingdom (1913)

I suoi scritti, inoltre, includono oltre 150 articoli pubblicati su riviste professionali.

## Titoli e riconoscimenti
- Dottore in biologia honoris causa
- Membro della Royal Society
- Membro dell’Ordine di Leopoldo II
- Commendatore della Legion d'onore